# 博多新幹線列車区
博多新幹線列車区（はかたしんかんせんれっしゃく）は、福岡県福岡市にある西日本旅客鉄道（JR西日本）山陽新幹線統括本部の運転士・車掌が所属する組織である。山陽新幹線で唯一運転士と車掌の同一乗務員区所である。
なお、似た名称の博多新幹線乗務所は九州旅客鉄道（JR九州）九州新幹線の乗務員区所である。

## 歴史
- 1974年（昭和49年）8月1日 - 博多車掌所および博多運転所が発足[1][2]。
- 1987年（昭和62年）4月1日 - 国鉄分割民営化により、博多運転所が博多新幹線運転所として発足[3]。
- 2000年（平成12年）ごろ - 博多車掌所と博多運転所が統合され、博多新幹線列車区が発足。
- 2007年（平成19年）7月1日 - 新幹線管理本部の発足に伴い、福岡支社から同本部の管轄に移行[4]。
- 2018年（平成30年）6月1日 - 新幹線管理本部が改組され、本社鉄道本部直属組織として新幹線鉄道事業本部が発足し、同本部の管轄となる[5]。
- 2022年（令和4年）10月1日 - 新幹線鉄道事業本部が改組され、地方機関の山陽新幹線統括本部が発足し、同本部の管轄となる。